# Molgula verrilli
Molgula verrilli är en sjöpungsart som först beskrevs av Van Name 1912.  Molgula verrilli ingår i släktet Molgula och familjen kulsjöpungar. Inga underarter finns listade i Catalogue of Life.